# Samolot rolniczy
Samolot rolniczy – samolot służący do wykonywania zabiegów agrotechnicznych z powietrza (agrolotniczych). 
Samoloty rolnicze przystosowane są konstrukcyjnie do rozpylania chemikaliów sypkich lub płynnych - przede wszystkim nawozów mineralnych lub środków ochrony roślin nad uprawami rolnymi lub lasami. W tym celu, wyposażone są w zbiorniki na chemikalia i aparaturę rozpylającą lub rozpryskującą. Często przystosowane są również zamiennie do gaszenia pożarów lasów przez rozpylanie środków gaśniczych lub wody. 

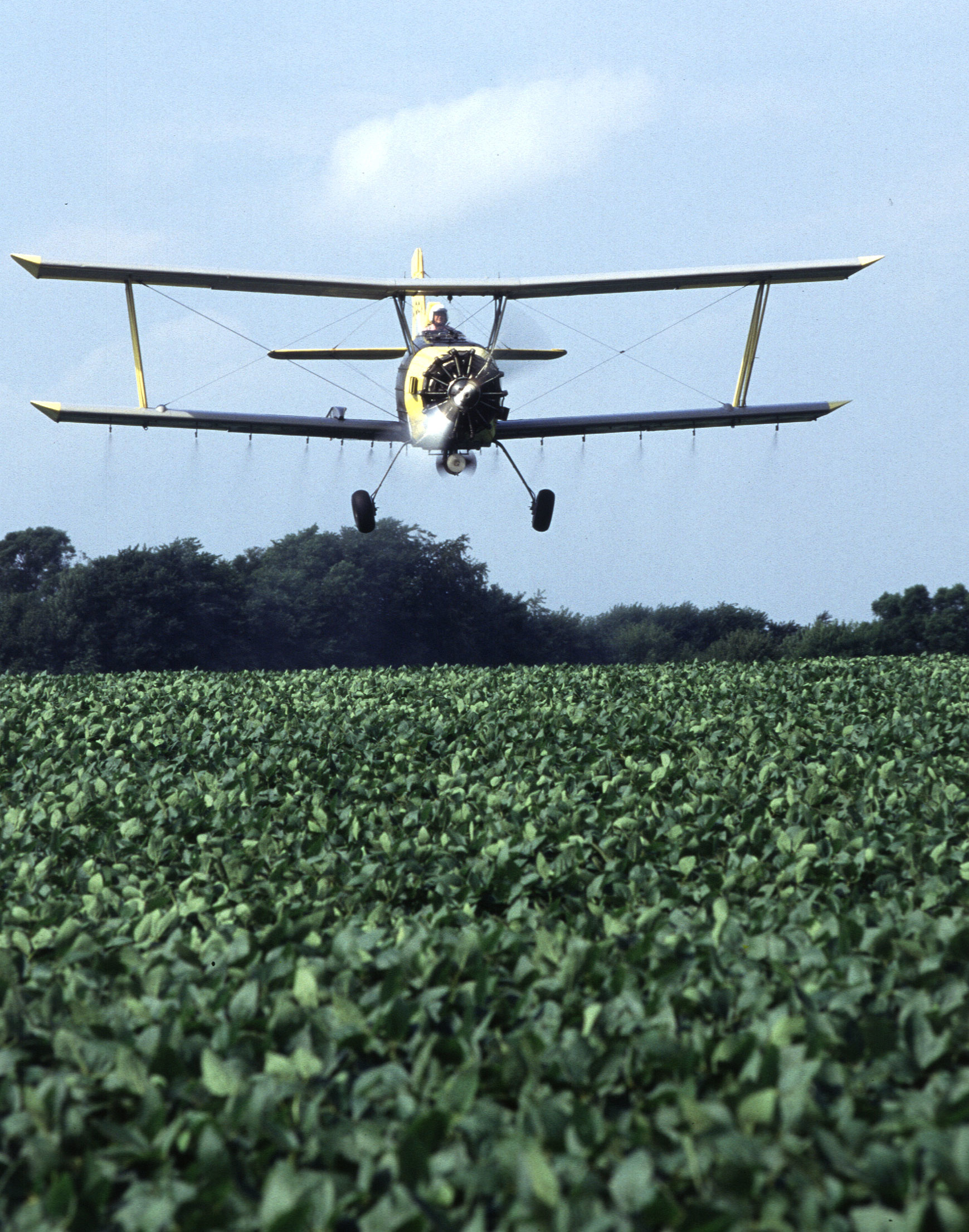
Amerykański samolot rolniczy podczas rozpylania chemikaliów

## Historia
Pierwsze próby zwalczania szkodników roślin za pomocą rozpylania środków chemicznych z samolotu prowadzono w USA w 1921 (samolot Curtiss JN-6), następnie w 1922 w ZSRR (samolot U-1). Na większą skalę zabiegi agrolotnicze zaczęto wykonywać w latach 1925-26 w ZSRR, Niemczech i USA. W 1925 także w Polsce po raz pierwszy eksperymentalnie wykorzystano przebudowane samoloty bombowe Breguet 14 i Potez XV do zwalczania szkodników leśnych, a w 1927 po raz pierwszy w Polsce opylano uprawy rolne (plantacje buraka cukrowego zarażonego grzybem - zobacz: agrolotnictwo w Polsce). Przed II wojną światową jednak zabiegi agrolotnicze na świecie wykonywano na niewielką skalę, a w Polsce poza próbami ich nie prowadzono. Na tym etapie rozwoju, samoloty rolnicze powstawały głównie przez przebudowę już wyprodukowanych samolotów - zwykle przez wyposażenie ich w zbiornik na chemikalia w kadłubie i aparaturę rozpylającą pod kadłubem. Jednym z pierwszych samolotów budowanych fabrycznie w wersji rolniczej był radziecki Po-2 - w latach 1930-1940 zbudowano ich 1235 w wersji rolniczej U-2AP, wyposażonej w zbiornik o pojemności 200-250 kg chemikaliów, będącej modyfikacją dwupłatowego samolotu szkolnego.

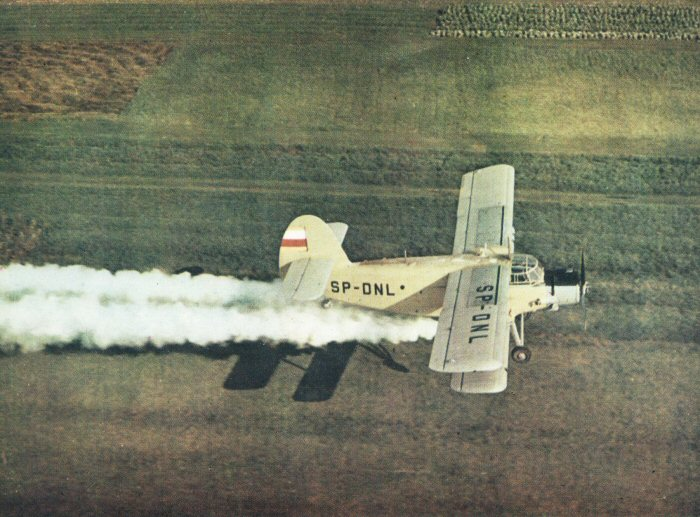
An-2R podczas opylania

Lotnictwo rolnicze rozpowszechniło się na świecie po II wojnie światowej. Samoloty rolnicze produkowano jako fabryczne modyfikacje istniejących konstrukcji do celów rolniczych. Jedne z najpopularniejszych samolotów rolniczych tego pokolenia to radziecki Antonow An-2, a w Polsce PZL-101 Gawron (opracowany na bazie licencyjnego Jaka-12). Początkowo przebudowywano też do tego celu istniejące już samoloty szkolne lub wielozadaniowe, dostępne w dużej liczbie z demobilu. 
Od końca lat 50. zaczęły się pojawiać na świecie samoloty specjalnie konstruowane do celów rolniczych, niebędące modyfikacjami istniejących konstrukcji. Samoloty takie miały konstrukcję optymalizowaną do wykonywania przewidzianych zadań - długotrwałych lotów na małej wysokości (kilku do kilkunastu metrów) i zabierania dużego ładunku chemicznego w stosunku do wielkości samolotu. Dążono do obniżenia jednostkowych kosztów eksploatacji samolotów oraz do poprawy bezpieczeństwa w razie wypadków, których zwiększone ryzyko związane było z lotami na małych wysokościach. 
Jednymi z pierwszych konstrukcji tego typu były amerykańskie Piper Pawnee, Grumman G-164 Ag-Cat (dwupłatowiec) i Snow S2 (produkowany następnie jako Rockwell Thrush). W Polsce opracowano własną konstrukcję PZL-106 Kruk i daleko posunięte rozwinięcie amerykańskiego Thrusha, PZL M18 Dromader, który odniósł następnie duży sukces eksportowy.

## Cechy konstrukcyjne
Typowym układem konstrukcyjnym nowo projektowanych samolotów rolniczych, uwzględniającym szczególnie względy bezpieczeństwa, stał się jednosilnikowy dolnopłat z wytrzymałym stałym podwoziem i kabiną pilota umieszczoną wysoko, stanowiącą klatkę bezpieczeństwa. W większości konstrukcji kabina umieszczona jest za zbiornikiem na chemikalia, żeby w razie awaryjnego lądowania kabina nie została przygnieciona zbiornikiem znajdującym się za nią, ale żeby zbiornik służył jako dodatkowa osłona. 
Napędem samolotów rolniczych budowanych po II wojnie stały się na ogół silniki gwiazdowe, rzadziej rzędowe. Od lat 70., ze względu na zaniechanie produkcji tłokowych silników lotniczych dużej mocy w większości krajów świata, zaczęto stosować także silniki turbośmigłowe. W Polsce powstał na zamówienie ZSRR jedyny samolot rolniczy napędzany silnikiem odrzutowym, M-15 Belphegor.

## Polskie i niektóre światowe samoloty rolnicze
| Samolot                       | Kraj           | Rok produkcji | Udźwig chemikaliów |
| ----------------------------- | -------------- | ------------- | ------------------ |
| U-2AP (Po-2)                  | ZSRR           | 1930          | 250 kg             |
| An-2R                         | ZSRR           | 1961          | 1600 kg / 1350 l   |
| PZL-101 Gawron                | Polska         | 1960          | 500 kg / 800l      |
| PZL-106 Kruk                  | Polska         | 1976          | 1000 kg            |
| PZL M18 Dromader              | Polska         | 1978          | do 1850 kg         |
| WSK-Mielec M-15 (Belphegor)   | Polska         | 1974          | do 2900 kg         |
| Piper PA-25 Pawnee            | USA            | 1959          | 545 kg             |
| Snow S2 (Ayres Thrush)        | USA            | 1956          |                    |
| Rockwell S2R Thrush Commander | USA            | 1972          | 1487 kg            |
| Grumman Ag-Cat                | USA            | 1959          | 1000 kg            |
| Zlin Z-37 Čmelák              | Czechosłowacja | 1963          | 1000 kg            |
| Air Tractor AT-802            | USA            | 1990          | 3104 l             |
| PAC Cresco                    | USA            | 1979          | 1 860 kg           |
| Embraer 202 Ipanema           | Brazylia       | 1969          | 750 kg             |